# Campeonato Alemão de Hóquei em Patins
Campeonato Alemão de Hóquei Patins, chamado Rollhockey Bundesliga é a mais importante competição de clubes de hóquei sobre patins na Alemanha. 
Ela reúne os 8 melhores equipas do país, que se reúnem durante a fase de qualificação. Após esta fase, os quatro melhores disputam um PlayOff para ganhar o campeonato da Alemanha. 
O campeão em título é o SK Germania Herringen, que na época 2024-25 conquistou o 7º título consectivo.

## Últimos Campeões
| Época     | Vencedor           |
| --------- | ------------------ |
| 1920      | ERSC Stuttgart     |
| 1921      | RSC Berlin         |
| 1922      | SVR Berlin         |
| 1923-1928 | Não foi disputado  |
| 1929      | ERSC Stuttgart     |
| 1930      | Não foi disputado  |
| 1931      | ERSC Stuttgart     |
| 1932      | Não foi disputado  |
| 1933      | ERSC Stuttgart     |
| 1934      | ERSC Stuttgart     |
| 1935      | ERSC Stuttgart     |
| 1936      | ERSC Stuttgart     |
| 1937      | FC Nurnberg        |
| 1938      | FC Nurnberg        |
| 1939      | FC Nurnberg        |
| 1941      | FC Nurnberg        |
| 1941      | FC Nurnberg        |
| 1942      | FC Nurnberg        |
| 1943-1946 | Não foi disputado  |
| 1947      | SSRC Stuttgart     |
| 1948      | SSRC Stuttgart     |
| 1949      | RESG Walsum        |
| 1950      | Eintracht Dortmund |
| 1951      | SpVg Herten        |
| 1952      | RESG Walsum        |
| 1953      | RESG Walsum        |
| 1954      | RESG Walsum        |
| 1955      | SpVg Herten        |
| 1956      | SpVg Herten        |
| 1957      | SpVg Herten        |
| 1958      | ERC Stuttgart      |
| 1959      | ERC Stuttgart      |
| 1960      | TSG Darmstadt      |

| Época   | Vencedor          |
| ------- | ----------------- |
| 1961    | SpVg Herten       |
| 1962    | TSG Darmstadt     |
| 1963    | TSG Darmstadt     |
| 1964    | SpVg Herten       |
| 1965    | SpVg Herten       |
| 1966    | TSG Darmstadt     |
| 1967    | VfL Huls          |
| 1968    | IGR Remscheid     |
| 1969    | IGR Remscheid     |
| 1970    | SpVg Herten       |
| 1971    | RESG Walsum       |
| 1972    | RESG Walsum       |
| 1973    | RESG Walsum       |
| 1974    | RESG Walsum       |
| 1975    | RESG Walsum       |
| 1976    | ERG Iserlohn      |
| 1977    | ERG Iserlohn      |
| 1978    | IGR Remscheid     |
| 1979    | SpVg Herten       |
| 1980    | RSC Cronenberg    |
| 1981    | RESG Walsum       |
| 1982    | RSC Cronenberg    |
| 1983    | TGS Ober-Ramstadt |
| 1984    | RSC Cronenberg    |
| 1985    | RESG Walsum       |
| 1986    | ERG Iserlohn      |
| 1987    | RESG Walsum       |
| 1988    | RSC Darmstadt     |
| 1989    | RESG Walsum       |
| 1990    | RESG Walsum       |
| 1991    | RESG Walsum       |
| 1991-92 | IGR Remscheid     |
| 1992-93 | RSV Weil          |

| Época   | Vencedor                  |
| ------- | ------------------------- |
| 1993-94 | IGR Remscheid             |
| 1994-95 | RSV Weil                  |
| 1995-96 | RSC Cronenberg            |
| 1996-97 | TuS Düsseldorf            |
| 1997-98 | RSC Cronenberg            |
| 1998-99 | RESG Walsum               |
| 1999-00 | RSV Weil                  |
| 2000-01 | RSC Cronenberg            |
| 2001-02 | RSC Cronenberg            |
| 2002-03 | RSC Cronenberg            |
| 2003-04 | RSV Weil                  |
| 2004-05 | RSC Cronenberg            |
| 2005-06 | ERG Iserlohn              |
| 2006-07 | RSC Cronenberg            |
| 2007-08 | ERG Iserlohn              |
| 2008-09 | ERG Iserlohn              |
| 2009-10 | RSC Cronenberg            |
| 2010-11 | RSC Cronenberg            |
| 2011-12 | RSC Cronenberg            |
| 2012-13 | SK Germania Herringen     |
| 2013-14 | SK Germania Herringen     |
| 2014-15 | ERG Iserlohn              |
| 2015-16 | ERG Iserlohn              |
| 2016-17 | ERG Iserlohn              |
| 2017-18 | SK Germania Herringen     |
| 2018-19 | SK Germania Herringen     |
| 2019-20 | SK Germania Herringen     |
| 2020-21 | Anulado devido a Covid-19 |
| 2021-22 | SK Germania Herringen     |
| 2022-23 | SK Germania Herringen     |
| 2023-24 | SK Germania Herringen     |
| 2024-25 | SK Germania Herringen     |

## Palmarés
| Clube                  | Títulos | Último título |
| ---------------------- | ------- | ------------- |
| RESG Walsum            | 16      | 1999          |
| RSC Cronenberg         | 13      | 2012          |
| SK Germania Herringen  | 9       | 2025          |
| ERG Iserlohn           | 9       | 2017          |
| SpVgg Herten           | 9       | 1979          |
| ERSC Stuttgart         | 7       | 1936          |
| 1. FC Nürnberg         | 6       | 1942          |
| IGR Remscheid          | 5       | 1994          |
| RSV Weil               | 4       | 2004          |
| TSG 1846 Darmstadt     | 4       | 1966          |
| ERC Stuttgart          | 2       | 1959          |
| SRRC Stuttgart         | 2       | 1948          |
| TuS Düsseldorf         | 1       | 1997          |
| RSC Darmstadt          | 1       | 1988          |
| TGS Ober-Ramstadt      | 1       | 1983          |
| VfL Marl-Hüls          | 1       | 1967          |
| TuS Eintracht Dortmund | 1       | 1950          |
| SVR Berlin             | 1       | 1922          |
| RSC Berlin             | 1       | 1921          |
| Total                  | 92      |               |

## Ligações Externas
- site oficial

### Internacional
- hoqueipatins.pt
- Notícias de modalidades, incluindo hóquei (em Português)
- Ligações ao Hóquei em todo o Mundo
- Mundook-Actualidade Mundial do Hóquei Patinado (em Português)
- Cumhoquei-Actualidade Mundial do Hóquei Patinado (em Português)
- Hardballhock-Actualidade Mundial do Hóquei Patinado (em Inglês)
- Inforoller-Actualidade Mundial do Hóquei Patinado (em Francês)
- Hardballhock Blog-Actualidade Mundial do Hóquei Patinado (em Inglês)
- rink-hockey-news-Actualidade Mundial do Hóquei Patinado (em Inglês)
- Solo Hockey-Actualidade Mundial do Hóquei Patinado (em Castelhano)